# Adolph Francis Alphonse Bandelier
Retrato de Adolf Bandelier
Adolph Francis Alphonse Bandelier (Berna, 6 de agosto de 1840 – Sevilha, 18 de março de 1914) foi um arqueólogo suíço-americano, que explorou especialmente as culturas indígenas do sudoeste americano, do México e da América do Sul. Ele imigrou para os Estados Unidos com sua família quando era jovem e fez sua vida lá, abandonando os negócios da família para estudar nos novos campos da arqueologia e etnologia.
O Monumento Nacional Bandelier, no Novo México, foi batizado em sua homenagem, pois seus estudos estabeleceram a importância dessa área nas Montanhas Jemez para a preservação arqueológica e histórica de sítios dos Anasazi que datam de duas eras, de 1150 a 1600 EC.

## Biografia
Adolphe-François Bandelier era filho do banqueiro Adolphe-Eugène Bandelier. Juntou-se a seu pai em Highland, Illinois, em 1848, mas, após a morte de sua mãe, voltou temporariamente para a Suíça, onde, em 1855, estudou geologia em Berna. De volta a Highland, trabalhou como escriturário no banco de seu pai, mas tinha outros interesses. Começou publicando observações meteorológicas e depois desenvolveu uma paixão pelas populações indígenas do Arizona e do Novo México.
Após a falência do banco de seu pai em 1885, ele se dedicou exclusivamente à sua pesquisa, apesar de estar em uma situação financeira desconfortável para sustentar sua família e suas expedições. Sob a tutela do antropólogo Lewis Henry Morgan, realizou trabalhos arqueológicos e etnológicos entre os nativos do sudoeste, do México e da América do Sul. Por meio de seus estudos de campo, tornou-se uma das maiores autoridades na história do estado mexicano de Sonora, Arizona e Novo México e, juntamente com Frank Hamilton Cushing, um dos maiores especialistas em civilizações pré-colombianas.
Ampliando seu campo de investigação, principalmente para o Equador, Peru e Bolívia, ele divulgou suas descobertas por meio de palestras e publicações, e colaborou com o Museu Americano de História Natural de Nova Iorque. Em 1911, o Carnegie Institute, em Washington, D.C., o encarregou de estudar os arquivos espanhóis que descreviam as populações indígenas, especialmente em Sevilha.
Em 1913, retornou à Europa pela última vez para estudar os arquivos espanhóis relacionados à colonização hispânica, mas faleceu aos 73 anos. Sua segunda esposa, Fanny Ritter, filha de um casal de Zurique que ele havia conhecido no Peru, completou a pesquisa.
Pioneiro da arqueologia pré-colombiana, Bandelier realizou um estudo científico baseado não somente em trabalho de campo, mas também em investigações de arquivos e nas diversas fontes escritas disponíveis, aplicando os métodos da antropologia e da etnologia. O presidente dos Estados Unidos, Woodrow Wilson, honrou sua memória ao criar, em 1916, um dos primeiros parques nacionais americanos no vale do Rio de los Frijoles, o Monumento Nacional Bandelier.
Enquanto trabalhava no Pueblo de Isleta (no Novo México), Bandelier fez alguns amigos de longa data. Entre eles estava o missionário francês padre Anton Docher, que servia ao povo Tiwa desde 1891 e era conhecido como o Padre de Isleta.

## Legado e homenagens
- 1812 : membro da Sociedade Americana de Antiquários.[5]
- O Monumento Nacional de Bandelier, no Novo México, foi batizado em sua homenagem, pois seus estudos estabeleceram a importância dessa área para a compreensão das antigas culturas indígenas do cânion Tuyongi.
- A Escola de Ensino Fundamental Bandelier, em Albuquerque, Novo México, foi batizada em sua homenagem.

## Publicações
- Universidade de Harvard, Museu Peabody de Arqueologia e Etnologia Americana, Relatórios Anuais, 1877, 1878, 1879:
  - On the Art of War and Mode of Warfare of the Ancient Mexicans
  - On the Distribution and Tenure of Lands and the Customs with respect to Inheritance among the Ancient Mexicans
  - On the Social Organization and Mode of Government of the Ancient Mexicans
- Papers of the Archaeological Institute of America, American Series, constituindo vols. i.-v.:
  - Historical Introduction to Studies among the Sedentary Indians of New Mexico, and Report on the Ruins of the Pueblo of Pecos (1881)
  - Report of an Archaeological Tour in Mexico in 1881 (1884)
  - Final Report of Investigations among the Indians of the South-Western United States (1890–1892, 2 vols.)
  - Contributions to the History of the South-western Portion of the United States carried on mainly in the years from 1880 to 1885 (1890)
- "The Romantic School of American Archaeologists" (New York Historical Society, 1885)
- The Gilded Man (El Dorado) and other Pictures of the Spanish Occupancy of America (1893)
- On the Relative Antiquity of Ancient Peruvian Burials (Museu Americano de História Natural, Bulletin, v. 30, 1904)
- Aboriginal Myths and Traditions concerning the Island of Titicaca, Bolivia. (1904)
- The Journey of Alvar Nuñez Cabeza de Vaca ... from Florida to the Pacific, 1528-1536 (editor, traduzido para o inglês por sua esposa; 1905).
- The Islands of Titicaca and Koati(1910)
- Bandelier contribuiu com mais de 60 artigos para a Catholic Encyclopedia
- The Delight Makers (1890), um romance sobre a vida dos índios Pueblo - texto digitalizado na íntegra no Internet Archive